# Komi-Permjački autonomni okrug
Komi-Permjački okrug (komijski: Перым-Коми автономия кытш, ruski: Ко́ми-Пермя́цкий о́круг), ili još i  "Permjakija" je teritorij s posebnim statusom u ruskom upravnom sustavu unutar Permskog kraja u Rusiji.
Bio je samostalni saveznim subjektom (ruski autonomni okrug) do 1. prosinca 2005.

## Povijest
Komi-Permjački autonomni okrug je uspostavljen 26. veljače 1925.
Bio je upravnom jedinicom namijenjenom za Komi-Permjake, ogrankom naroda Komija, a unutar Permske oblasti. Nakon referenduma održanog u listopadu 2004., autonomni okrug je, zajedno s Permskom oblasti, spojen, za stvoriti Permski kraj. Referendum je održan u objema subjektima, i većina građana obaju subjekata se glasovanjem izjasnila za spajanje.

## Zemljopis
Upravno sjedište: Kudymkar
Površina: 32.770 km²
Smještaj: podnožje Urala, u gornjem porječju rijeke Kame

## Upravne podjele
(prije 1. prosinca 2005.)
(nakon 1. prosinca 2005.)

### Vremenska zona
Komi-Permjački autonomni okrug se nalazio u Ekaterinburškom vremenu (YEKT/YEKST).  UTC mu je +0500 (YEKT)/+0600 (YEKST).

## Promet
Kroz ovaj okrug je išla autocestovna prometnica 1P344, koja je išla prema jugu do Perma. Prema sjeveru je išla kroz Kudymkar do Gajnyh.

## Stanovništvo
Prema popisu stanovništva 2002., u ovom okrugu je živilo 136.076 stanovnika. 
Prema sovjetskom popisu stanovništva 1989., u ovom okrugu je živilo 158.526 stanovnika. 
Prema popisu iz 2002., Komi-Permjaci su činili 59% stanovništvoa. Ostale značajne zajednice su Rusi (38,2%), Tatari (1.100, ili 0,8%), Ukrajinci (706, ili 0,5%), Bjelorusi (672, ili 0,5%), i ine, od kojih nijedna ne prijelazi 0,5% uk. broja stanovništva.
|               | popis 1959.     | popis 1970.     | popis 1979.     | popis 1989.    | popis 2002.    |
| ------------- | --------------- | --------------- | --------------- | -------------- | -------------- |
| Komi-Permjaci | 125.917 (58,0%) | 123.621 (58,3%) | 105.574 (61,4%) | 95.415 (60,2%) | 80.327 (59,0%) |
| Rusi          | 71.381 (32,9%)  | 76.340 (36,0%)  | 59.760 (34,7%)  | 57.272 (36,1%) | 51.946 (38,2%) |
| Ostali        | 19.740 (9,1%)   | 12.180 (5,7%)   | 6.705 (3,9%)    | 5.839 (3,7%)   | 3.803 (2,8%)   |

Statistike rođenja i smrti (2004.)
- Rođenja: 1.619 (natalitet 12,1)
- Smrti: 3.080 (mortalitet 23,1)

Važniji gradovi:
- Kudymkar
- Gajny (Гайны)
- Jurla (Юрла)